# Vital Loraux
Vital Loraux (Charleroi, 1925. szeptember 22. – 2013. február 27.) belga nemzetközi labdarúgó-játékvezető.

## Pályafutása

### Labdarúgóként
Fiatal korában az úszás, asztaliteniszt mellett a labdarúgást szerette a legjobban. Játékosként a Daring és az Olympia (Charleroi) csapatában mintegy nyolc évig szerepelt. Egy súlyos térdsérülés vetett véget játékos pályafutásának.

### Nemzeti játékvezetés
A játékvezetői vizsgát 1951-ben tette le. A küldési gyakorlat szerint rendszeres partbírói tevékenységet is végzett. 1958-ban lett az I. Liga játékvezetője. A nemzeti játékvezetéstől 1974-ben vonult vissza.

#### Nemzeti kupamérkőzések
Vezetett kupadöntők száma: 5.

##### Belga labdarúgókupa
A Belga Játékvezető Bizottság elismerve szakmai felkészültségét, 5 alkalommal küldte a kupadöntő vezetésére.
| Időpont         | Helyszín                 | Mérkőzés típusa | Mérkőzés                                | Eredmény | Nézők száma |
| --------------- | ------------------------ | --------------- | --------------------------------------- | -------- | ----------- |
| 1966.június 8.  | Heysel Stadion, Brüsszel | döntő           | Standard de Liège–RSC Anderlecht        | 1 – 0    | 32 452      |
| 1970.május 3    | Heysel Stadion, Brüsszel | döntő           | Club Brugge KV–Daring Club de Bruxelles | 6 – 1    | 42 000      |
| 1972. május 28. | Heysel Stadion, Brüsszel | döntő           | RSC Anderlecht– Standard de Liège       | 1 – 0    | 51 303      |
| 1973. május 27. | Heysel Stadion, Brüsszel | döntő           | RSC Anderlecht– Standard de Liège       | 2 – 1    | 43 900      |
| 1975. június 1. | Heysel Stadion, Brüsszel | döntő           | RSC Anderlecht–Royal Antwerp FC         | 1 – 0    | 44 700      |

### Nemzetközi játékvezetés
A Belga labdarúgó-szövetség Játékvezető Bizottsága (JB) terjesztette fel nemzetközi játékvezetőnek, a Nemzetközi Labdarúgó-szövetség (FIFA) 1964-től tartotta nyilván bírói keretében. A FIFA JB központi nyelvei közül a franciát, az angolt és a
németet beszélte. Több nemzetek közötti válogatott és klubmérkőzést vezetett, vagy működő társának partbíróként segített. Hazája egyik legkiemelkedőbb, legtöbbet foglalkoztatott bírója. A belga nemzetközi játékvezetők rangsorában, a világbajnokság-Európa-bajnokság sorrendjében többedmagával a 3. helyet foglalja el 13 találkozó szolgálatával. Az aktív nemzetközi játékvezetéstől 1975-ben vonult vissza.

#### Labdarúgó-világbajnokság
Három világbajnokság döntőjéhez vezető úton Angliába a VIII., az 1966-os labdarúgó-világbajnokságra, Mexikóba a IX., az 1970-es labdarúgó-világbajnokságra, valamint Nyugat-Németországba a X., az 1974-es labdarúgó-világbajnokságra a FIFA JB játékvezetői feladatokkal bízta meg. A FIFA JB elvárása szerint, ha nem vezetett, akkor partbíróként tevékenykedett. 1970-ben két csoportmérkőzésen 2. számú partbíró, 1974-ben két csoportmérkőzésen egyes számú partbírói besorolást kapott, játékvezetői sérülés esetén továbbvezethette volna a találkozót. Világbajnokságokon vezetett mérkőzéseinek száma: 3 + 4 (partbíró)

##### 1966-os labdarúgó-világbajnokság

###### Selejtező mérkőzés
| Időpont          | Helyszín                      | Mérkőzés típusa           | Mérkőzés                | Eredmény | Nézők száma |
| ---------------- | ----------------------------- | ------------------------- | ----------------------- | -------- | ----------- |
| 1964. október 4. | Municipal Stadion, Luxembourg | előselejtező (3. csoport) | Luxemburg–Franciaország | 0 : 2    | 17 536      |

##### 1970-es labdarúgó-világbajnokság

###### Selejtező mérkőzés
| Időpont         | Helyszín                       | Mérkőzés típusa           | Mérkőzés              | Eredmény | Nézők száma |
| --------------- | ------------------------------ | ------------------------- | --------------------- | -------- | ----------- |
| 1969. június 8. | Dalymount Park Stadion, Dublin | előselejtező (2. csoport) | Írország–Magyarország | 1 : 2    | 17 286      |

###### Világbajnoki mérkőzés
| Időpont          | Helyszín                     | Mérkőzés típusa              | Mérkőzés       | Eredmény | Nézők száma |
| ---------------- | ---------------------------- | ---------------------------- | -------------- | -------- | ----------- |
| 1970. június 2.  | Jalisco Stadion, Guadalajara | csoportmérkőzés (3. csoport) | Anglia–Románia | 4 : 2    | 50 000      |
| 1970. június 14. | Jalisco Stadion, Guadalajara | negyeddöntő                  | Brazília–Peru  | 4 : 2    | 54 000      |

##### 1974-es labdarúgó-világbajnokság

###### Selejtező mérkőzés
| Időpont           | Helyszín                     | Mérkőzés típusa           | Mérkőzés                  | Eredmény | Nézők száma |
| ----------------- | ---------------------------- | ------------------------- | ------------------------- | -------- | ----------- |
| 1972. március 29. | Luz Stadion, Lisszabon       | előselejtező (7. csoport) | Portugália–Ciprus         | 4 : 0    | 5 801       |
| 1973. május 23.   | Nya Ullevi Stadion, Göteborg | előselejtező (1. csoport) | Svédország–Ausztria       | 3 : 2    | 56 225      |
| 1973. október 28. | Központi Stadion, Sydney     | döntő (Ázsia/Óceánia)     | Ausztrália–Észak-Korea    | 0 : 0    |             |
| 1973. október 17. | Wembley Stadion, London      | előselejtező (5. csoport) | Anglia–Lengyelország      | 1 : 1    | 90 587      |
| 1974. február 13. | Wald Stadion, Frankfurt      | rájátszás                 | Jugoszlávia–Spanyolország | 1 : 0    | 63 000      |

###### Világbajnoki mérkőzés
| Időpont          | Helyszín                        | Mérkőzés típusa          | Mérkőzés           | Eredmény | Nézők száma |
| ---------------- | ------------------------------- | ------------------------ | ------------------ | -------- | ----------- |
| 1974. június 30. | Niedersachsen Stadion, Hannover | második kör (A. csoport) | Argentína–Brazília | 1 : 2    | 39 000      |

#### Labdarúgó-Európa-bajnokság
Az európai-labdarúgó torna döntőjéhez vezető úton Belgiumba a IV., az 1972-es labdarúgó-Európa-bajnokságra és Jugoszláviába az V., az 1976-os labdarúgó-Európa-bajnokságra az UEFA JB játékvezetőként foglalkoztatta.

##### 1972-es labdarúgó-Európa-bajnokság

###### Selejtező mérkőzés
| Időpont           | Helyszín                      | Mérkőzés típusa           | Mérkőzés              | Eredmény | Nézők száma |
| ----------------- | ----------------------------- | ------------------------- | --------------------- | -------- | ----------- |
| 1970. október 14. | Municipal Stadion, Luxembourg | előselejtező (7. csoport) | Luxemburg–Jugoszlávia | 0 : 2    | 5 165       |
| 1971. október 13. | St. Jakob Park Stadion, Bázel | előselejtező (3. csoport) | Svájc–Anglia          | 2 : 3    | 47 877      |

##### 1976-os labdarúgó-Európa-bajnokság

###### Selejtező mérkőzés
| Időpont         | Helyszín                   | Mérkőzés típusa           | Mérkőzés               | Eredmény | Nézők száma |
| --------------- | -------------------------- | ------------------------- | ---------------------- | -------- | ----------- |
| 1975. június 4. | Råsunda Stadion, Stockholm | előselejtező (3. csoport) | Svédország–Jugoszlávia | 1 : 2    | 27 250      |

#### Nemzetközi kupamérkőzések
Vezetett kupadöntők száma: 1.

##### Bajnokcsapatok Európa-kupája
Kiegyensúlyozott nemzetközi szakmai munkájának elismeréseként az UEFA JB megbízta a döntő találkozó vezetésével. A 19. játékvezető – a 2. belga – aki BEK döntőt vezetett. A döntő hosszabbítás után 1–1-es döntetlennel ért véget, ezért a szabályok szerint újra kellett játszani a mérkőzést.
| Időpont         | Helyszín                 | Mérkőzés típusa     | Mérkőzés                             | Eredmény | Nézők száma |
| --------------- | ------------------------ | ------------------- | ------------------------------------ | -------- | ----------- |
| 1974. május 15. | Heysel Stadion, Brüsszel | döntő első mérkőzés | FC Bayern München–Atlético de Madrid | 1 : 1    | 48 722      |

## Külső hivatkozások
- Vital Loraux. World Referee. [2011. július 12-i dátummal az eredetiből archiválva]. (Hozzáférés: 2011. február 5.)
- Vital Loraux. zerozerofootball.com. (Hozzáférés: 2011. február 5.)[halott link]
- Vital Loraux. scoreshelf.com. [2016. március 11-i dátummal az eredetiből archiválva]. (Hozzáférés: 2011. február 5.)
- Vital Loraux. footballdatabase.eu. (Hozzáférés: 2011. február 5.)
- Vital Loraux. weltfussball.de. (Hozzáférés: 2011. február 5.)
- Vital Loraux. belgianfootball.be. (Hozzáférés: 2015. március 5.)

| Elődje: Franz Geluck | Belga labdarúgókupa döntő 1965–1966 | Utódja: Ismeretlen |

| Elődje: Robert Schaut | Belga labdarúgókupa döntő 1969–1970 | Utódja: Joseph Hannet |

| Elődje: Joseph Hannet | Belga labdarúgókupa döntő 1971–1972 | Utódja: Vital Loraux |

| Elődje: Vital Loraux | Belga labdarúgókupa döntő 1972–1973 | Utódja: Alfred Delcourt |

| Elődje: Alfred Delcourt | Belga labdarúgókupa döntő 1974–1975 | Utódja: Francis Rion |